# Карвалью, Олаво
Ола́во Луи́c Пименте́л ди Карва́лью (порт.-браз. Olavo Luiz Pimentel de Carvalho; 29 апреля 1947, Кампинас, штат Сан-Паулу, Бразилия — 24 января 2022, Ричмонд (Виргиния), штат Виргиния, США) — бразильский консервативный журналист и публицист, философ, политический эксперт, бывший астролог и ультраправый теоретик заговора, отстаивавший эзотерические и конспирологические идеологические позиции. Оказал большое влияние на бразильских крайне правых и семью бразильского президента Жаира Болсонару. С 2005 года и до своей смерти жил недалеко от Ричмонда (штат Вирджиния) в США.
Публикуя материалы о политике, литературе и философии с 1980-х годов, стал известен более широкой бразильской аудитории с 1990-х годов, в основном ведя колонки для некоторых крупных бразильских СМИ, таких как газета O Globo. В 2000-х годах начал использовать личные блоги и социальные сети для распространения своих консервативных и антикоммунистических идей. В конце 2010-х он стал известен в бразильских публичных дебатах, получив прозвище «интеллектуальный отец новых правых» и идеолог Жаира Болсонару — ярлык, который он сам отвергал. Журналисты утверждали, что несколько министров правительства Болсонару со специфическими взглядами были назначены именно с его подачи, однако Карвалью со временем всё чаще критиковал его представителей, особенно вице-президента Амилтона Моурана.
Как полемист, Карвалью не соблюдал политкорректность и подвергался критике за то, что часто прибегал к непристойным нападкам ad hominem. Через свои книги и статьи он распространял теории заговора и ложную информацию, его обвиняли в разжигании ненависти и антиинтеллектуализме. Карвалью позиционировал себя как критик современности. Его интересы включали историю философии, историю революционных движений, традиционализм и сравнительное религиоведение. Его взгляды были отвергнуты философами.

## Карьера
В феврале 1977 года начал сотрудничать с Фолья де С.Пауло (в литературной секции «Фольхетим»). В 1979 году вместе с Антонио Карлосом «Бола» Харресом и Мэри Лу Симонсен (дочерью бизнесмена Марио Уоллеса Симонсена) он основал Escola Jupiter в городе Сан-Паулу, школа организовывала семинары, мероприятия и лекции, такие как Семинар по астрологии Пекено. (февраль 1979 г.) и Второй астрологический семинар (сентябрь 1979 г.) Одной из выпускниц школы была астролог Барбара Абрамо.
Олаво де Карвальо вел курсы по астрологии и другим темам; на одном из этих курсов, продолжительностью восемь месяцев и еженедельным занятием, Олаво предложил «Профессиональное руководство в соответствии с астрологией». Как астролог он участвовал в первом университетском курсе повышения квалификации по астрологии в Папском католическом университете Сан-Паулу (PUC-SP), в 1979 г. предлагается стажерам психологии.
В 1980-х он стал членом Тариката, мусульманского мистического ордена, возглавляемого Фритьофом Шуоном. Признавая важность ислама в его формировании, сегодня он сожалеет о его экспансии на Запад.
Он учился в Conpefil (Группа философских исследований) Папского католического университета Рио-де-Жанейро в течение трех лет под руководством профессора и священника Станислава Ладусанса.
Он представил работы «Структура и смысл энциклопедии философских наук» Марио Феррейры душ Сантуша и «Аналитическое чтение «Кризиса западной философии»» Владимира Соловьева, но не закончил курс, оставив его после смерти Ладусанса (1993). ; поэтому не имеет официального ученого звания.
До 2016 года он писал для Diário do Comércio (структура, принадлежащая Коммерческой ассоциации Сан-Паулу) в колонке «Mundo Real».
В 1996 году он опубликовал книгу под названием «O imbecil colectivo:actualidades inculturais Brasileiras» (Коллективный идиот: текущие события бразильской культуры), в которой резко критиковал бразильскую культурную и интеллектуальную среду. Работа получила похвалу от журналиста Пауло Фрэнсиса и экономиста Роберто Кампоса, которые назвали Олаво «философом большой эрудиции».
Он дискутировал с главным идеологом евразийства Александром Дугиным о «Новом мировом порядке», создав в 2012 году книгу «США и новый мировой порядок». Дугин пришел к выводу, что позиция Олаво была «очень личной, своеобразной и неуместной». Румынский либертарианский эссеист Хориа-Роман Патапиевич высоко оценил позицию и аргументы Олаво в дебатах, посчитав его блестящую реплику.
В 2013 году он опубликовал «Меньшее, что нужно знать, чтобы не быть идиотом». Книга представляет собой сборник из 193 статей, написанных им с 1997 по 2013 год, когда она была выпущена, и было продано около 320 000 экземпляров, получив похвалу от журналистов Карлоса Рамальете, Эйлера де Франса Белема, Пауло Бриге и Рейнальдо Азеведу из Фолья. де С.Пауло и отец Пауло Рикардо.
Хотя работа Карвалью имела успех у широкой публики, она не получила большого резонанса в академии.
В 2015 году он запустил свой канал на YouTube, названный его именем, и в настоящее время (2019 г.) с более чем 800 тысячами подписчиков и не менее 43 миллионами просмотров (2019 г.). Его канал на YouTube относится к категории «Комедия», в Facebook он сопровождается более более 600 тыс. подписчиков (2019 г.); в социальных сетях объектами их критики являются пресса, культурная жизнь и университет; он приписывает ухудшение этих пространств прогрессивным движениям, которые, по его мнению, стали бы лишь полями бюрократии и ритуалов идеологической обработки. 15 августа 2018 года его страницы в Facebook были заблокированы на тридцать дней. Олаво объяснил блокировку «маленькими шутками», которые он отпускал двум бывшим студентам его онлайн-курсов философии, Карлосу и Хорхе Веласко.
Карвалью стал одним из главных распространителей ультраправых идей в Бразилии. Дональд Дж. Трамп в 2016 году назвал Карвалью «одним из величайших консервативных интеллектуалов в мире». Он получил большой резонанс после избрания Жаира Болсонару в 2018 году, будучи важным теоретиком своего правительства.

## Идеология
Олаво оценивал современный мир не как достижение прогресса, а как закат, выражение кризиса цивилизации, который, по его мысли, был бы вступлением в варварство. Это было бы результатом процесса укрепления коллективного сознания, начатого в эпоху Возрождения, который достиг своего апогея во время Французской революции с преобладанием «общественного мнения». мысль типична для традиционализма, который считает, что «человечество находится в конце долгого цикла упадка и что он закончится разрушением и возрождением», по его собственным словам.
Олаво критически относился к тому, что он называет «темным духовенством», которое, среди других философских и интеллектуальные течений, включает в себя кантианство, гегельянство, марксизм, позитивизм, прагматизм, ницшеанство, психоанализ, аналитическую философию, экзистенциализм, деконструктивизм, теологию освобождения, моральный, культурный и этический релятивизм. Согласно Карвалью, эти течения переносят ответственность за знание истины с человека на коллектив. Он защищал теорию заговора, известную как «культурный марксизм». Он был большим критиком национальной коллективной мысли за его предполагаемое отсутствие заботы о будущем. По его мнению, бразильская культура, ориентированная прежде всего на самоопределение специфики, имеет тенденцию переоценивать популярное, антропологическое и документальное выше того, что он называет вневременными ценностями. Конспирология Карвалью касалась не только философских, но и естественнонаучных теорий, включая эйнштейновскую относительность и ньютоновскую гравитацию.
В дебатах 1998 года Карвалью заявил, что те, кто защищает моральный релятивизм, также испытывают сильное моральное негодование и что, несмотря на их обесценивание в интеллектуальной сфере, в эмоциональной сфере люди сильно привязаны к идее морали. В своей книге «Аристотель в новой перспективе» Олаво пишет, что в работах Аристотеля заложена центральная идея, которая осталась незамеченной почти всеми его читателями и учеными. Карлос Эйтор Кони похвалил публикации Карвалью об Отто Марии Карпо, а Бруно Толентино назвал его «очень прекрасным философом, настоящим ученым и очень честным человеком».

## Работы

### Эссе
- (1980). A Imagem do Homem na Astrologia. São Paulo: Jvpiter.
- (1983). O Crime da Madre Agnes ou A Confusão entre Espiritualidade e Psiquismo. São Paulo: Speculum.
- (1983). Questões de Simbolismo Astrológico. São Paulo: Speculum.
- (1983). Universalidade e Abstração e outros Estudos. São Paulo: Speculum.
- (1985). Astros e Símbolos. São Paulo: Nova Stella.
- (1986). Astrologia e Religião. São Paulo: Nova Stella.
- (1986). Fronteiras da Tradição. São Paulo: Nova Stella.
- (1992). Símbolos e Mitos no Filme "O Silêncio dos Inocentes". Rio de Janeiro: Instituto de Artes Liberais.
- (1993). Os Gêneros Literários: Seus Fundamentos Metafísicos. Rio de Janeiro: IAL & Stella Caymmi.
- (1993). O Caráter como Forma Pura da Personalidade. Rio de Janeiro: Astroscientia Editora.
- (1994). A Nova Era e a Revolução Cultural : Fritjof Capra & Antonio Gramsci. Rio de Janeiro: Instituto de Artes Liberais & Stella Caymmi [São Paulo: Vide Editorial, 2014].[37]
- (1994). Uma Filosofia Aristotélica da Cultura. Rio de Janeiro: Instituto de Artes Liberais.
  - Aristóteles em Nova Perspectiva: Introdução à Teoria dos Quatro Discursos. Rio de Janeiro: Topbooks, 1996 [São Paulo: É Realizações, 2007; Campinas, SP: Vide Editorial, 2013].[38]
- (1995). O Jardim das Aflições : De Epicuro à Ressurreição de César, Ensaio sobre o Materialismo e a Religião Civil. Rio de Janeiro: Diadorim [São Paulo: É Realizações, 2000; Campinas, SP: Vide Editorial, 2015].[39]
- (1994). O Imbecil Coletivo : Atualidades Inculturais Brasileiras. Rio de Janeiro: Faculdade da Cidade [São Paulo: É Realizações, 2007; Rio de Janeiro: Record, 2018[40]].[41]
- (1997). O Futuro do Pensamento Brasileiro: Estudos sobre o Nosso Lugar no Mundo. Rio de Janeiro: Faculdade da Cidade Editora [É Realizações, 2007].
- (1998). A Longa Marcha da Vaca Para o Brejo & Os Filhos da PUC : O Imbecil Coletivo II. Rio de Janeiro: Topbooks [São Paulo: É Realizações, 2008; São Paulo: Record (forthcoming)[30]].
- (2002–2006). Coleção História Essencial da Filosofia, 32 vol. São Paulo: É Realizações.
- (2007). A Dialética Simbólica : Ensaios Reunidos. São Paulo: É Realizações [Campinas, SP: Vide Editorial, 2015].
- (2011). Maquiavel, ou A Confusão Demoníaca. Campinas, SP: Vide Editorial.
- (2012). A Filosofia e seu Inverso. Campinas, SP: Vide Editorial.
- (2012). Os EUA e a Nova Ordem Mundial: Um Debate entre Olavo de Carvalho e Aleksandr Dugin. Campinas, SP: Vide Editorial. 2012. (with Aleksandr Dugin).[42]
- (2013). O Mínimo que Você Precisa Saber para não Ser um Idiota. Edited by Felipe Moura Brasil. Rio de Janeiro: Record.[43][44][45]
- (2013). Apoteose da vigarice. Campinas, SP: Vide Editorial.
- (2013). Visões de Descartes : entre o gênio mau e o espírito da verdade. Campinas, SP: Vide Editorial.
- (2014). O mundo como jamais funcionou : Cartas de um terráqueo ao planeta Brasil - Volume II. Campinas, SP: Vide Editorial.
- (2014). A Fórmula para Enlouquecer o Mundo: Cartas de um Terráqueo ao Planeta Brasil, vol. 3. Campinas, SP: Vide Editorial.
- (2015). A Inversão Revolucionária em Ação: Cartas de um Terráqueo ao Planeta Brasil, vol. 4. Campinas, SP: Vide Editorial.
- (2016). O Império Mundial da Burla: Cartas de um Terráqueo ao Planeta Brasil, vol. 5. Campinas, SP: Vide Editorial.
- (2016). O Dever de Insultar: Cartas de um Terráqueo ao Planeta Brasil, vol. 6. Campinas, SP: Vide Editorial.
- (2017). Breve Retrato do Brasil: Cartas de um Terráqueo ao Planeta Brasil, vol. 7. Campinas, SP: Vide Editorial.
- (Forthcoming). O Imbecil Coletivo III: O Imbecil Juvenil. Campinas, SP: VIDE Editorial.

### Другие публикации
- (1973). Tabu, by Alan Watts. São Paulo: Editora Três (translation and preface, with Fernando de Castro Ferreira).
- (1981). A Metafísica Oriental, by René Guénon. São Paulo: Escola Júpiter (translation).
- (1984). Comentários à “Metafísica Oriental” de René Guénon, by Michel Veber. São Paulo: Speculum (introduction and notes).
- (1997). Como Vencer um debate sem precisar ter Razão : em 38 estratagemas : dialética erística. by Arthur Schopenhauer. Rio de Janeiro: Topbooks (introduction, notes and explanatory comments).
- (1997). O Espírito das Revoluções, by J.O. de Meira Penna. Rio de Janeiro: Faculdade da Cidade Editora (preface).
- (1998). O Exército na História do Brasil, 3 Vol. Rio de Janeiro/Salvador: Biblioteca do Exército & Fundação Odebrecht (editor).
- (1998). Teatro Oficina: Onde a Arte não Dormia, by Ítala Nandi. Rio de Janeiro: Faculdade da Cidade Editora (preface).
- (1999). Ensaios Reunidos, 1942–1978, by Otto Maria Carpeaux. Rio de Janeiro: UniverCidade & Topbooks (introduction and notes).
- (1999). A Sociedade de confiança: ensaios sobre as origens e a natureza do desenvolvimento. by Alain Peyrefitte. Rio de Janeiro: Topbooks (introduction).
- (1999). Aristóteles, by Émile Boutroux. Rio de Janeiro: Record (introduction and notes).
- (2001). As Seis Doenças do Espírito Contemporâneo, by Constantin Noica. Rio de Janeiro: Record (introduction and notes).
- (2001). Admirável Mundo Novo, by Aldous Huxley. São Paulo: Editora Globo (preface).
- (2001). A Ilha, by Aldous Huxley. São Paulo: Editora Globo (preface).
- (2001). A Coerência das Incertezas, by Paulo Mercadante. São Paulo: É Realizações (introduction and notes).
- (2001). A Sabedoria das Leis Eternas, by Mário Ferreira dos Santos. São Paulo: É Realizações (introduction and notes).
- (2002). A Origem da Linguagem, by Eugen Rosenstock-Huessy. Rio de Janeiro: Editora Record (edition and notes, with Carlos Nougué).
- (2004). Escolha e Sobrevivência, by Ângelo Monteiro. São Paulo: É Realizações (preface).
- (2008). O Eixo do Mal Latino-americano e a Nova Ordem Mundial, by Heitor de Paola. São Paulo: É Realizações (preface).
- (2011). O Enigma Quântico, by Wolfgang Smith. Campinas, SP: VIDE Editorial (preface).
- (2014). Ponerologia: Psicopatas no Poder, by Andrzej Łobaczewski. Campinas, SP: VIDE Editorial (preface).
- (2015). A Tomada do Brasil, by Percival Puggina. Porto Alegre: Editora Concreta (preface).
- (2015). Cabo Anselmo: Minha Verdade, by José Anselmo dos Santos. São Paulo: Matrix (preface).
- (2017). 1964: O Elo Perdido; O Brasil nos Arquivos do Serviço Secreto Comunista, by Mauro "Abranches" Kraenski and Vladimir Petrilák. Campinas, SP: VIDE Editorial (preface).
- (2019). A Vida Intelectual, by A.-D. Sertillanges. São Paulo: Kírion (preface).
- (2019). Traição Americana: O Ataque Secreto aos Estados Unidos, by Diana West. São Paulo: Sophia Perennis (preface)